# Tina Masafret
Tina Masafret (* 12. März 1987 in Zürich) ist eine Schweizer Schauspielerin und Filmschaffende, die durch ihre Teilnahme an der ersten Staffel 2003/2004 von MusicStar im Schweizer Fernsehen bekannt wurde.

## Leben
Masafret wurde am 12. März 1987 als Tochter des Sportreporters Martin Masafret und der US-amerikanischen Singer/Songwriterin Lilly Martin geboren. Sie hat einen jüngeren Bruder und wuchs in Herrliberg am Zürichsee auf. Sie besitzt neben der Schweizer auch die US-amerikanische Staatsbürgerschaft. In jungen Jahren gehörte sie als Kunstturnerin dem Schweizer Nationalkader an. 
Masafret war eine der Teilnehmerinnen bei der ersten Staffel von MusicStar im Jahr 2003/04. Sie nahm mit „Piero Esteriore & the MusicStars“ am Eurovision Song Contest teil. 2007 absolvierte Masafret in New York am Lee Strasberg Theatre and Film Institute eine Schauspielausbildung. Ab 2010 arbeitete sie bei dem Schweizer Produktionsunternehmen Condor Films in Zürich, zuletzt als Regisseurin. In dieser Funktion war sie unter anderen 2014 an 31 Episoden der Fernsehserie Tierische Freunde beteiligt. 2013 entstanden unter ihrer Regie Episoden der Fernsehserien The Bad Girls and Boys School for Old People und Beobachter TV, für die sie auch Tätigkeiten als Drehbuchautorin und Filmeditorin übernahm.
2015 ging sie nach Los Angeles, wo sie Rollen in Serien wie Counterpart oder Navy CIS: L.A. erhielt. Sie stand mit Oscargewinnern, wie J. K. Simmons vor der Kamera und war als Schauspielerin in drei Filmen beteiligt, die von James Franco produziert wurden. 2019 verkörperte sie im Film The French Teacher die grössere Rolle der Lisa. Sie studierte mit Acting Coaches wie Larry Moss und Giles Foreman. Bei Foreman vertiefte sie nicht nur ihre schauspielerischen Fähigkeiten, sondern studierte auch die Techniken der Bewegungspsychologie.

## Filmografie (Auswahl)

### Schauspiel
- 2015: Fear Me Not (Kurzfilm)
- 2016: Goodbye Vesna (Kurzfilm)
- 2016: Dark Hours: Typee
- 2017: The 13th Jockey (Miniserie)
- 2017: Babbel; Mistranslated (Kurzfilm)
- 2017: The Institute
- 2017: Dark Hours: Roxana
- 2017–2018: Counterpart (Fernsehserie, 2 Episoden)
- 2018: Danger One
- 2018: Navy CIS: L.A. (NCIS: Los Angeles, Fernsehserie, Episode 10x10)
- 2019: The French Teacher
- 2024: 80 Plus (Alternativtitel Toni und Helene)

### Regie
- 2013: The Bad Girls and Boys School for Old People (Fernsehserie; auch Drehbuch und Filmschnitt)
- 2013: Beobachter TV (Fernsehserie, 2 Episoden; auch Drehbuch und Filmschnitt)
- 2014: Tierische Freunde (Fernsehserie, 31 Episoden)